# Éric Le Berre
Éric Le Berre est un auteur de bande dessinée français né le 3 février 1978 à Ploërmel en Bretagne.

## Biographie
Éric Le Berre est natif de Ploërmel. Après un diplôme de communication visuelle obtenu à l'Institut supérieur des arts appliqués de Rennes [Quand ?], il travaille quelques années en agence de communication : son premier métier consiste à créer des sites internet. La rencontre avec Guy Michel, le dessinateur du Sang du Dragon, l'incite à se lancer dans la bande dessinée de fantasy, domaine où il est autodidacte,. Le Berre et Michel développent des liens amicaux et professionnels. Le Berre se déclare influencé par Mœbius, Ralph Meyer, Serge Le Tendre et Juanjo Guarnido.
En avril 2009 sort sa première bande dessinée, intitulée Les Nains de Martelfer tome 1 : Le bouclier d'Izulfer. Il signe le scénario avec son frère Loïc Le Berre et dessine les histoires de trois nains dans un univers de tradition fantasy. Cette bande dessinée est suivie d'un tome 2, Le Baron noir (en 2011) et d'un roman, La bataille du Mènrir (2012), qui est une prélude à l'aventure créée par les deux frères. Il co-écrit avec Pascal Bresson une bande dessinée sur l'affaire criminelle impliquant Guillaume Seznec : Seznec : malheur à vous, jurés bretons !, servie par le dessin de Guy Michel (2011). L'ouvrage obtient le premier prix du polar, le Prix Taittinger, au festival de Reims.
En 2018, il livre la bande dessinée jeunesse Océane et la Fée des houles : Mon amie Bleuette, dessinée par Giorgia Casetti et parue chez Guymic.
Éric Le Berre participe à plusieurs albums collectifs : en 2013, Contes et légendes de Provence sorti aux éditions Soleil, où il dessine Les santons du diable. En 2014, Patrouilles aériennes acrobatiques et Histoires de pompiers aux éditions Idées +. En 2015, il participe à La Traction avant, l’universelle !.

## Œuvres

### Bande dessinée
- Les Nains de Martelfer, scénario avec Loïc Le Berre et dessin, éditions Clair de Lune

1. Le Bouclier d'Izulfer, 2009  (ISBN 978-2-353-25103-2)
2. Le Baron noir, 2011  (ISBN 2-353-25239-7)

- Seznec : malheur à vous, jurés bretons !, co-scénarisé avec Pascal Bresson, dessin de Guy Michel, éd. Glénat, 2011  (ISBN 978-2-7234-6398-0)
- Les coiffes bretonnes (scénario), dessin collectif[7], Guymic éditions, 2017  (ISBN 979-10-96176-06-9)
- Océane et la fée des Houles (scénario), dessin de Giorgia Casetti, Guymic éditions
- Terre-Neuvas Saint-Malo, Guymic éditions, 2021

### Roman
- Les nains de Martelfer : La bataille du Mènrir, Loïc Le Berre, co-scénariste et illustrations : Éric Le Berre,  Clair de lune, 2012  (ISBN 9782353253388)